# NGC 4751
NGC 4751 (другие обозначения — ESO 323-29, MCG -7-27-11, DCL 340, IRAS12500-4223, PGC 43723) — галактика в созвездии Центавра.
У этой галактики наблюдается еле заметное излучение на частоте 230 ГГц с потоком 13 мЯн. Его источником может быть излучение пыли с температурой 25 K. Темп аккреции вещества на ядро этой галактики не может превышать 3,1⋅10-2 M⊙ в год.
Этот объект входит в число перечисленных в оригинальной редакции «Нового общего каталога».